# Wiborada
Wiborada (formă latinizată pentru Wibrad ceea ce ar însemna consiliului de femei) din Saint Gall este o călugăriță elvețiană, prima femeie canonizată  de Vatican. Fecioară și martiră, ea este victima unui raid al nomazilor maghiari la 1 mai 926 asupr abației St. Gallen. Sfințirea sa este recunoscută în 1047 deja de către papa Clement al II-lea. Atributele sale iconografice sunt o carte și un topor, acesta din urmă amintind martiriul său. Este declarată a fi patroana menajerelor, bucătăreselor, bibliotecarilor, și bibliofililor ·  · . Comemorarea sa, care este a episcopiei din St. Gallen, se face pe 2 mai.

### Martiriul

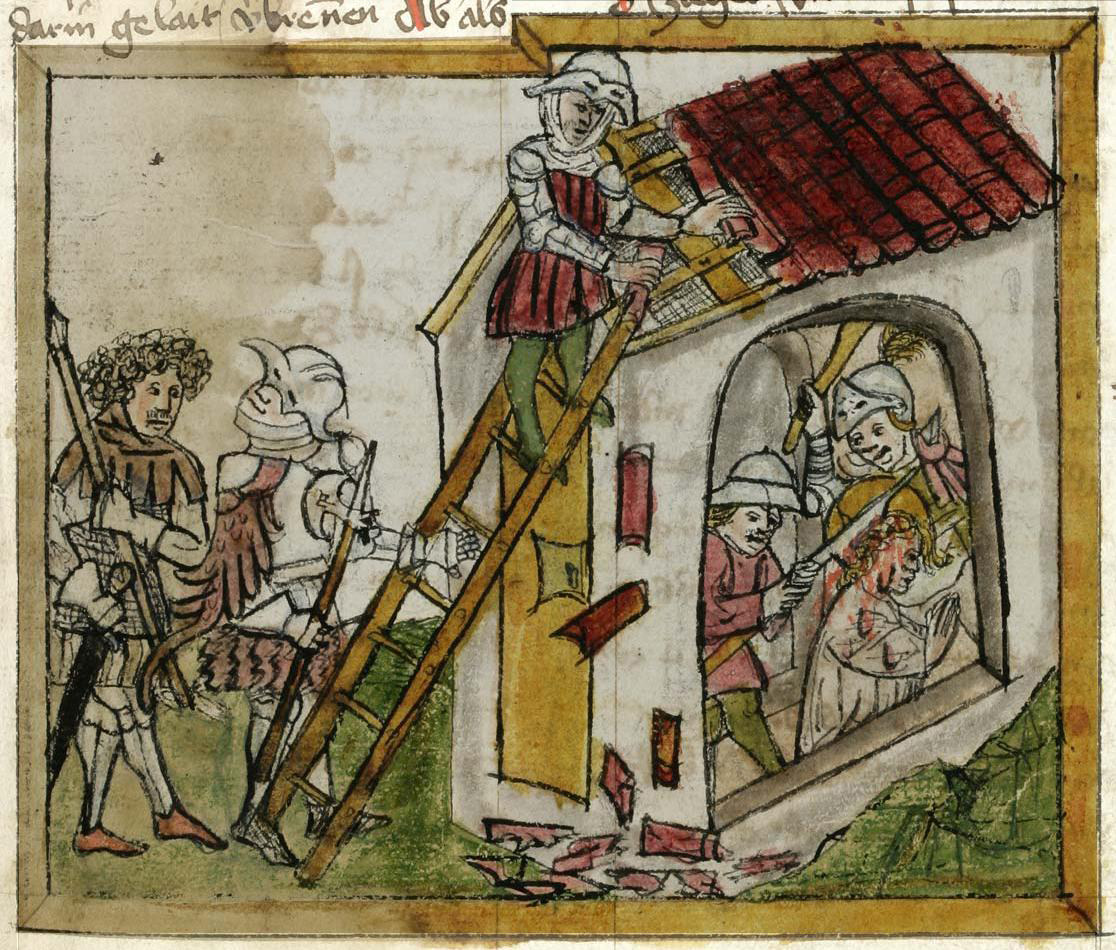
Martiriul Wiborad, prezentat înainte de 1451-1460 în Codex Sangallensis 602

În iunie 925, Wiborada ar fi avut premoniția unui raid al maghiarilor provocând distrugerea mănăstirii din St. Gall, atac care ar duce la propriul său martiriu. Cartea Vitae Sanctae Wiboradae menționează data de 1 mai 926. Neînduplecându-se să plece la insistențele abatelui stareț Engilbert, ea recomandă, cu toate acestea, abatelui punerea în siguranță a comorilor din mănăstire, printre care manuscrise valoroase. Când, în cele din urmă, maghiarii ataca, călugării se refugiază într-un loc fortificat. Fratele Wiboradei, Hitto, este printre ultimii care poate să scape.
Barbarii sosiți la biserica Saint-Menge, dau foc, inclusiv schitului din apropiere. Acesta din urmă, în mod miraculos, rezistă la foc. Negăsind nicio ușă, ei intră prin acoperiș și o găsesc pe Wiborada în rugăciune în fața altarului. Ei îi rup hainele, până la cilice, și o rănesc la cap cu trei lovituri de topor.  În conformitate cu cel de-al doilea volum al  Vitae Sanctae Wiboradae, Wiborada a murit în dimineața următoare. Ea a fost găsită de fratele ei Hitto; acesta îl informează despre martiriu pe episcop care, opt zile mai târziu, se întoarce în mănăstire. La sosirea sa, rănile mortale ale martirei s-ar fi vindecat. Cea de-a douaVitae Sanctae Wiboradae evocă o înmormântare solemnă de către episcop, urmat de numeroși credincioși.

### Minuni făcute de sfântă
Prima Vitae Sanctae Wiboradae enumeră minuni ale sfintei imediat după ce s-a răspândit povestea morții ei. Iată minunile care îi sunt atribuite:
- vindecarea unui bolnav cu pieptenele sfintei (scena afișată înainte de 1451-1460 în Codex Sangallensis 602);
- o lumânare pe mormântul Wiboradei este aprinsă de un foc divin
- o servitoare vede în biserică o rază de lumină provenind de la Wiborada;
- un fir de mărar crește pe mormântul ei în timpul iernii;
- Hitto dă peste pieptenele Wiboradei suspendat deasupra mormântului acesteia;
- aceeași relicvă vindecă un orb;
- Rachilda, nepoata lui Notker le Bègue și tovarășa Wiboradei, se vindecă miraculos;
- un novice al mănăstirii, numit Ulrich, este vindecat pe mormântul Wiboradei;
- printr-o viziune, Wiborada îi mărturisește lui Hitto  nemulțumirea ei referitoare la o nouă față de masă de altar;
- Pliddruda, sora Rachildei, este vindecată de Wiborada;
- În urma unui jurământ, preotul Eggibert se vindecă de o boală de ochi;
- o femeie pe nume Regisinda nu-și ține promisiunea făcută și este pedepsită;
- alți doi pacienți s-au vindecat pe mormântul Wiboradei;
- o bucată de lemn scoasă dintr-o găleată a Wiboradei vindecă durerile de dinți;
- Kebeni, slujnica Wiboradei, se vindecă de arsurile pe care i le-a provocat diavolul împingând-o în foc;
- în timpul transferului relicvelor Wiboradei în biserică, un zidar este victima unui accident, din care și-a revenit miraculos.

### Canonizarea
Wiborada a fost prima femeie canonizată de către papa Clement al II-lea în 1047, în prezența împăratului Henric al III-lea și a soției sale Agnès de Poitiers.